# Open Season: Scared Silly
Open Season: Scared Silly (Nederlands: Baas in eigen bos 4) is een Amerikaanse computeranimatiefilm uit 2015, geregisseerd door David Feiss. De film is geproduceerd door Sony Pictures Animation en is de vierde uit de filmreeks Open Season.

## Verhaal
Elliot, Boog en de andere dieren van het bos gaan op kampeervakantie. Bij het kampvuur 's avonds vertelt Elliot een griezelig verhaal over een weerwolf die in hetzelfde bos woont waar ze verblijven. Boog wordt van het verhaal zo bang dat Elliot hem van zijn angsten af wil helpen. Maar dat pakt Elliot helemaal verkeerd aan en de angsten van Boog worden alleen maar erger, zeker als iedereen begint te geloven dat er een monster in het bos moet zijn.

## Rolverdeling
| Personage              | Stem           |
| ---------------------- | -------------- |
| Boog                   | Donny Lucas    |
| Elliot / Mr. Weenie    | Will Townsend  |
| Giselle                | Melissa Sturm  |
| Ian / Reilly           | Brian Drummond |
| Buddy / McSquizzy      | Lee Tockar     |
| Serge                  | Peter Kelamis  |
| Shaw / Weerwolf        | Trevor Devall  |
| Gordy                  | Lorne Cardinal |
| Ed                     | Garry Chalk    |
| Bobbie / Edna          | Kathleen Barr  |
| Overige dierengeluiden | Frank Welker   |